# Antille
Le Antille sono un arcipelago (225000 km²; 45 000 000 abitanti) dell'America centrale caraibica.

## Geografia
Le isole sono disposte a formare un arco che parte dal sud della Florida e giunge fino alle coste del Venezuela.
Sono isole per lo più montuose, con l'eccezione di Cuba. Esistono anche isole calcaree, vulcaniche o residui di eruzioni passate.
Le parti a quota minore sono ricoperte da foresta pluviale, con molti esemplari della palma Oreodoxa; salendo di quota, tra i 1200 ed i 2300 m la foresta è meno rigogliosa, aumentano le felci arboree, le orchidee e il Pinus occidentalis.

## Le isole
L'arcipelago viene suddiviso in:

### Grandi Antille
- Arcipelago cubano - Cuba
  - Cayos de San Felipe - Cuba
  - Isla de la Juventud - Cuba
  - Arcipelago Los Canarreos - Cuba
    - Cayo Largo - Cuba

  - Arcipelago Sabana - Cuba
    - Cayo Fragoso - Cuba

  - Arcipelago Camagüey - Cuba
    - Cayo Coco - Cuba
    - Cayo Komano - Cuba
    - Cayo Guajaba - Cuba

  - Arcipelago Jardines de la Reina - Cuba
- Isole Cayman - Cayman
  - Grand Cayman - Cayman
  - Little Cayman - Cayman
  - Cayman Brac - Cayman
- Giamaica - Giamaica
  - Pedro Cays - Giamaica
  - Morant Cays - Giamaica
- Hispaniola - Haiti e Repubblica Dominicana
  - Navassa - USA
  - Gonave - Haiti
  - Tortuga - Haiti
  - Ile à Vache - Haiti
  - Isola Beata - Repubblica Dominicana
  - Saona - Repubblica Dominicana
- Porto Rico - USA
  - Culebra - USA
  - Mona - USA
  - Vieques - USA

### Piccole Antille

#### Isole Sopravento
- Isole Sopravento Settentrionali (Leeward)
  - Isole Vergini
    - Saint Thomas - Isole Vergini Americane (Stati Uniti)
    - Saint Croix - Isole Vergini Americane (Stati Uniti)
    - Saint John - Isole Vergini Americane (Stati Uniti)
    - Tortola - Isole Vergini britanniche (Regno Unito)
    - Anegada - Isole Vergini britanniche (Regno Unito)
    - Virgin Gorda - Isole Vergini britanniche (Regno Unito)

  - Anguilla - (Regno Unito)
    - Sombrero (Anguilla) - (Regno Unito)

  - Saint-Martin/Sint Maarten - (Francia/Regno dei Paesi Bassi)
  - Sint Eustatius - (Paesi Bassi)
  - Saba - (Paesi Bassi)
  - Saint-Barthélemy - (Francia)
  - Antigua - Antigua e Barbuda
  - Barbuda - Antigua e Barbuda
  - Redonda - Antigua e Barbuda
  - Saint Kitts - Saint Kitts e Nevis
  - Nevis - Saint Kitts e Nevis
  - Montserrat - (Regno Unito)
  - Isla de Aves - Venezuela
  - Arcipelago di Guadalupa - Guadalupa (Francia)
    - Basse-Terre - Guadalupa
    - Grande Terre - Guadalupa
    - Marie-Galante - Guadalupa
    - La Désirade - Guadalupa
    - Les Saintes - Guadalupa
    - Dominica - Dominica
- Isole Sopravento Meridionali(Windward)
  - Martinica - Martinica (Francia)
  - Saint Lucia - Saint Lucia
  - Barbados - Barbados
  - San Vincent - Saint Vincent e Grenadine
  - Grenadine - Saint Vincent e Grenadine/Grenada
    - Bequia - Saint Vincent e Grenadine
    - Mustique - Saint Vincent e Grenadine
    - Canouan - Saint Vincent e Grenadine
    - Union Island - Saint Vincent e Grenadine
    - Carriacou - Grenada

  - Grenada - Grenada
  - Trinidad - Trinidad e Tobago
  - Tobago - Trinidad e Tobago

#### Isole Sottovento
- Los Testigos - Venezuela
- La Sola - Venezuela
- Margarita - Venezuela
- Los Hermanos - Venezuela
- Blanquilla - Venezuela
- La Tortuga - Venezuela
- La Orchila - Venezuela
- Los Roques - Venezuela
- Las Aves - Venezuela
- Isole ABC - Regno dei Paesi Bassi
  - Bonaire - Paesi Bassi
  - Curaçao - Curaçao
  - Aruba - Aruba

### Isole Lucaie
A volte vengono incluse nella definizione di Antille anche le Isole Lucaie o Bahama:
- Bahamas
- Turks e Caicos

## Storia
La scoperta delle isole da parte degli Europei, si deve a Cristoforo Colombo, esclusa Porto Rico. Divennero in seguito il rifugio di bucanieri anglo-francesi e poi di filibustieri per cadere alla fine nelle mani dei governi occidentali.
Il nome Antille deriva dallo spagnolo La Antilla, oggi località balneare nei pressi di Huelva nel sud della Spagna. I marinai che scoprirono queste isole erano infatti originari di quella zona e diedero alle isole appena scoperte il nome della loro terra lontana. Un'altra interpretazione segue invece l'idea che essa sia la storpiatura di "Ante illa" (davanti ad essa, in latino) in quanto si supponeva fossero le isole che erano davanti alla costa delle Indie. Un'altra ipotesi fa derivare il nome dalla leggendaria isola di Antilia.
Nel corso del XIX secolo nacquero i vari stati indipendenti, in ordine cronologico: Haiti (1803), Repubblica Dominicana (1843), Cuba (1899). Questi nel corso del XX secolo divennero sempre più influenzati dagli Stati Uniti d'America.

## Etnologia
Colombo non giunse su isole disabitate, gli originari abitanti delle Antille erano appartenenti a due grandi famiglie etniche sudamericane:
- Arawak
- Caribi

L'occupazione degli spagnoli causò la rapida scomparsa degli Arawak mentre i Caribi rimasero più a lungo, fino al XVII secolo, quando anche gli ultimi sopravvissuti vennero deportati.
Attualmente su queste isole sono presenti neri, mulatti e bianchi e le lingue riflettono questa varietà anche se predomina lo spagnolo.